# Distichona georgiae
Distichona georgiae là một loài ruồi trong họ Tachinidae.